# Tomáš z Cori
Svatý Tomáš z Cori (světským jménem: Francesco Antonio Placidi; 4. června 1655, Cori – 11. ledna 1729, Bellegra) byl italský římskokatolický duchovní a františkán.

## Život
Narodil se 4. června 1655 v Cori do chudé rodiny.
V mládí se stal pastýřem. Byl velmi zbožný a brzy se dozvěděl o Řádu menších bratří, kteří přišli do jeho rodného města. Ve 14 letech přišel o oba rodiče a musel se postarat o své dvě sestry. Poté co se sestry provdaly, vstoupil roku 1665 do konventu františkánů Santissima Trinitá. Dne 7. února 1667 započal svůj noviciát. Teologické a filozofické vzdělání získal ve Viterbu.
Roku 1683 byl po dokončení studií vysvěcen na kněze. Svou primiční mši sloužil ve Velletri. Poté se stal pomocníkem novicmistra v Orvietu. Věnoval se kazatelské činnosti a vysloužil si přezdívku apoštol ze Subiaca. Byl velmi aktivní propagátor exercicií. Mezi jeho duchovními studenty byl např. svatý Teofil z Corte.
Brzy ho začal přitahovat poustevnický život, ke kterému se františkáni začali vracet. Připojil se k poustevně v Civitelle (dnešní Bellegra), kde žil až do své smrti.
Zemřel 11. ledna 1729.

## Proces svatořečení
Jeho proces svatořečení byl zahájen 15. července 1737. Dne 1. srpna 1778 uznal papež Pius VI. jeho hrdinské ctnosti.
Dne 4. října 1785 uznal papež Pius VI. dva zázraky na jeho přímluvu a 3. září 1786 jej prohlásil za blahoslaveného.
Dne 26. března 1999 papež Jan Pavel II. uznal zázrak uzdravení na jeho přímluvu a 21. listopadu jej na v bazilice sv. Petra svatořečil.
Jeho svátek se slaví 11. ledna.